# Johannes Ernst (Geistlicher, 1528)
Johannes Ernst OSB (* 1528 in Obermarchtal; † 20. November 1594 in Ochsenhausen) war von 1585 bis 1593 der 12. Abt der Reichsabtei Ochsenhausen im heutigen Landkreis Biberach in Oberschwaben.

## Leben
Johannes Ernst wurde am 19. Juli 1585 zum Abt gewählt. Schon unter Abt Georg Müller legte Johannes die Ordensgelübde ab. Georg Geisenhof beschreibt ihn in seiner Chronik als einen Menschen, der seinem Namen in gewisser Bedeutung gerecht wurde. Er soll ernst in der Bezähmung seines Jähzorns und ernst in der Handhabung der Klosterzucht gewesen sein. Allerdings bemängelt Geisenhof, dass es ihm an Ernst fehlte, das Gelübde der Besitzlosigkeit der Mönche konsequent durchzusetzen. Ein nicht mehr aufzufindendes Bild, das nach Geisenhof zwischen der sechsten und siebten Zelltüre des Klosters hing, zeigt Abt Johannes in kniender Pose vor dem Jüngsten Gericht.

## Sankt-Anna-Kapelle

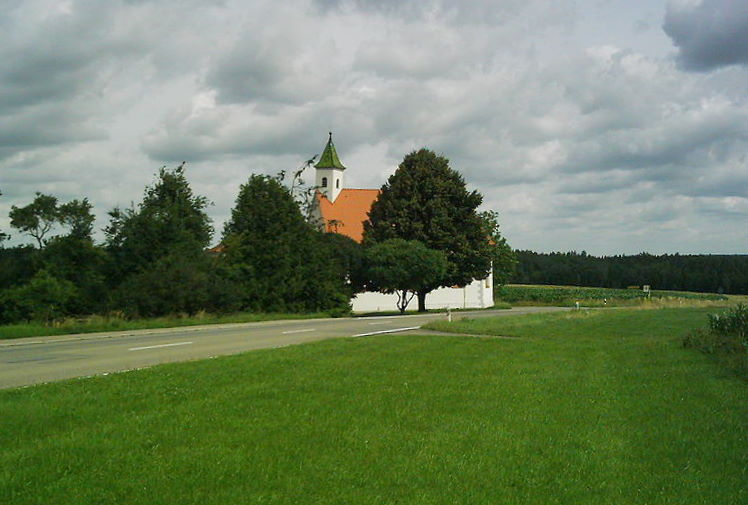
St.-Anna-Kapelle

Gegen Ende seiner Amtszeit ließ Abt Johannes 1592 die Sankt-Anna-Kapelle, zwischen Oberstetten und Steinhausen errichten. Bei der Kapelle lebte schon seit Gründung des Klosters 1090 ein Eremit in einem kleinen Haus mit Stall. Der letzte Eremit namens Onuphrius Wahl starb dort am 13. August 1794. 1593 resignierte Johannes. Abt Johannes starb am 20. November 1594 und wurde am Fuße des Altars in der Sankt-Anna-Kapelle beigesetzt.
Unter seiner Herrschaft wurde es allmählich üblich, dass die Konventualen den Vornamen ablegten und einen Klosternamen annahmen. Im Jahre 1594 starben noch sieben weitere Konventualen, ohne dass auf dem Territorium der Reichsabtei eine Epidemie zu verzeichnen gewesen wäre.
- 20. Januar 1594 Theobald Ehinger
- 13. Februar 1594 Daniel Schienlin, Prior
- 4. März 1594 Waltherus Immhof von Biberach
- 15. April 1594 Georg Vetter Subdiakon von Munderkingen
- 31. Mai 1594 Martin Schad
- 2. Juni 1594 Konrad Weih
- 27. Oktober 1594 Johannes Merlin